# John Grieb
John Grieb (John William Grieb; * 19. November 1879 in Philadelphia; † 10. Dezember 1939 ebd.) war ein US-amerikanischer Turner und Zehnkämpfer.
Bei den Olympischen Spielen 1904 in St. Louis siegte er mit der Turngemeinde Philadelphia im Mannschaftsmehrkampf des Gerätturnens. In der Leichtathletik gewann er Silber im Dreikampf und wurde Sechster im Zehnkampf.